# ペッカフォウ・カーワン
ペッカフォウ・カーワン（Pekahou Cowan、1986年6月2日 - ）は、ニュージーランド・ウェリントン出身のラグビー選手。元オーストラリア代表。

## プロフィール
- ポジションはプロップ(PR)、フッカー(HO)。
- 身長183cm、体重118kg。
- ニックネームはペック。
- バーバリアンズに選ばれたことがある[2]。
- ブレア・カーワンはいとこ[3]

## 略歴
パース・スピリット、フォースを経て、2018年、清水建設ブルーシャークスに加入。同年9月8日に行われたトップイーストリーグDiv.1第1節船岡自衛隊ワイルドボアーズ戦に先発出場で日本での公式戦初出場を果たした。 
2020年、フォースに派遣された。
2021年、清水建設ブルーシャークスを退団した。